# C'mon C'mon (film)
C'mon C'mon è un film del 2021 scritto e diretto da Mike Mills.

## Trama
Johnny è un giornalista radiofonico che viaggia per il paese con i suoi soci produttori, intervistando i ragazzi sulle loro vite e i loro pensieri sul futuro. Mentre è a Detroit chiama sua sorella Viv, con la quale non parla da un anno, dalla morte della loro madre per demenza. Viv chiede a Johnny di raggiungerla a Los Angeles per badare a suo figlio di nove anni Jesse, dato che lei deve recarsi a Oakland per prendersi cura del suo estraniato marito Paul, che lotta contro una malattia mentale. Johnny accetta, e lui e Jesse creano rapidamente un legame. Viv ha difficoltà a trattare con Paul e deve rimanere più a lungo del previsto a Oakland, mentre Johnny è pressato dai suoi partner a tornare al lavoro. Johnny convince Viv a lasciargli portare Jesse con sé a New York.
Jesse dà sempre più sui nervi a Johnny, e questi infine scatta contro il bambino, scusandosi in seguito. Mostra a Jesse come far funzionare la sua attrezzatura audio e lo lascia venire a più interviste con i bambini. Jesse continua a fare domande a Johnny sulla sua vita personale e sul suo rapporto con Viv: viene rivelato che Johnny e Viv hanno litigato sul letto di morte della loro madre con opinioni diverse su come prendersi cura di lei, e che Johnny una volta aveva avuto una lunga relazione con una donna, Louisa, che ama ancora. Jesse ha nostalgia di casa e desidera vedere sua madre, mentre Johnny è sempre più pressato a tornare sulla strada e riprendere il lavoro. Johnny gli compra un biglietto aereo per tornare a Los Angeles, ma durante il tragitto Jesse chiede di fermarsi per usare il bagno, chiudendosi dentro e rifiutandosi di uscire finché Johnny non cede e lo lascia restare.
Johnny porta Jesse a New Orleans, mentre la troupe continua a intervistare i bambini. Jesse comincia a fare domande su suo padre e su cosa ci sia di sbagliato in lui, esprimendo la paura che crescendo avrà gli stessi problemi. Johnny rassicura Jesse che questo non accadrà, perché Viv gli ha insegnato a gestire le sue emozioni in modo sano. Più tardi Viv chiama e dice che Paul ha accettato il trattamento e sta molto meglio, e i medici lo lasciano tornare a casa. Johnny condivide la buona notizia con Jesse, che improvvisamente scappa attraverso un parco in preda alla paura. Johnny lo raggiunge e gli dice che va bene dire che non è felice; urlano insieme in preda alla frustrazione finché Jesse inizia a ridere. Viv vola a New Orleans per prendere Jesse e riportarlo a Los Angeles; Johnny promette di rimanere in contatto con entrambi e, più tardi, invia a Jesse una registrazione vocale che racconta quanto successo durante il loro viaggio, per non dimenticare l'esperienza.

## Produzione
Il budget del film è stato di 8,3 milioni di dollari.

## Promozione
Il primo trailer del film è stato diffuso l'8 settembre 2021.

## Distribuzione
Il film è stato presentato al Telluride Film Festival il 2 settembre 2021 e distribuito nelle sale cinematografiche statunitensi il 19 novembre 2021, e in quelle italiane il 7 aprile 2022.

## Accoglienza

### Critica
Sull'aggregatore Rotten Tomatoes il film riceve il 94% delle recensioni professionali positive con un voto medio di 8 su 10 basato su 207 critiche, mentre su Metacritic ottiene un punteggio di 82 su 100 basato su 43 critiche.

## Riconoscimenti
- 2021 - Gotham Independent Film Awards[8]
  - Candidatura per la miglior interpretazione protagonista a Joaquin Phoenix
  - Candidatura per la miglior interpretazione non protagonista a Gaby Hoffmann
- 2021 - National Board of Review[9]
  - Migliori film indipendenti
- 2022 - British Academy Film Awards[10]
  - Candidatura per il miglior attore non protagonista a Woody Norman
- 2022 - Critics' Choice Awards[11]
  - Candidatura per il miglior giovane interprete a Woody Norman
- 2022 - Independent Spirit Awards[12]
  - Candidatura per il miglior film
  - Candidatura per il miglior regista a Mike Mills
  - Candidatura per la miglior sceneggiatura a Mike Mills
- 2022 - London Critics Circle Film Awards[13]
  - Miglior attore inglese/irlandese emergente a Woody Norman
- 2022 - Satellite Award[14]
  - Candidatura per il miglior attore in un film drammatico a Joaquin Phoenix
  - Candidatura per la migliore sceneggiatura originale a Mike Mills
  - Candidatura per la migliore fotografia a Robbie Ryan